# Arcidiecéze đakovsko-osijecká
Arcidiecéze đakovsko-osijecká (latinsky Archidioecesis Diacovensis-Osijekensis) je římskokatolická diecéze v Chorvatsku, po níž spadá i část srbské Vojvodiny. Arcidiecéze má dvě sufragánní diecéze: diecéze Požega a diecéze Srem. Katedrálním kostelem je dóm sv. Petra v Đakovu, konkatedrála v Osijeku je zasvěcena sv. Petru a Pavlu. Současným đakovským arcibiskupem je od roku 2013 Đuro Hranić.

## Stručná historie
V 11. století vznikla diecéze bosenská (Bosnia), již v roce 1469 bylo sídlo biskupa přeneseno do Đakova. Roku 1773 byla diecéze Bosnia sloučena aeque principaliter s diecézí sirmijskou, roku 1963 byla přejmneována na diecézi Đakovo neboli Bosnia a Sirmio. Roku 2008 byly sloučené diecéze znovu odděleny a Đakovo-Osijek se stalo metropolitní arcidiecézí.